# Georg Schwarz (Politiker, 1873)

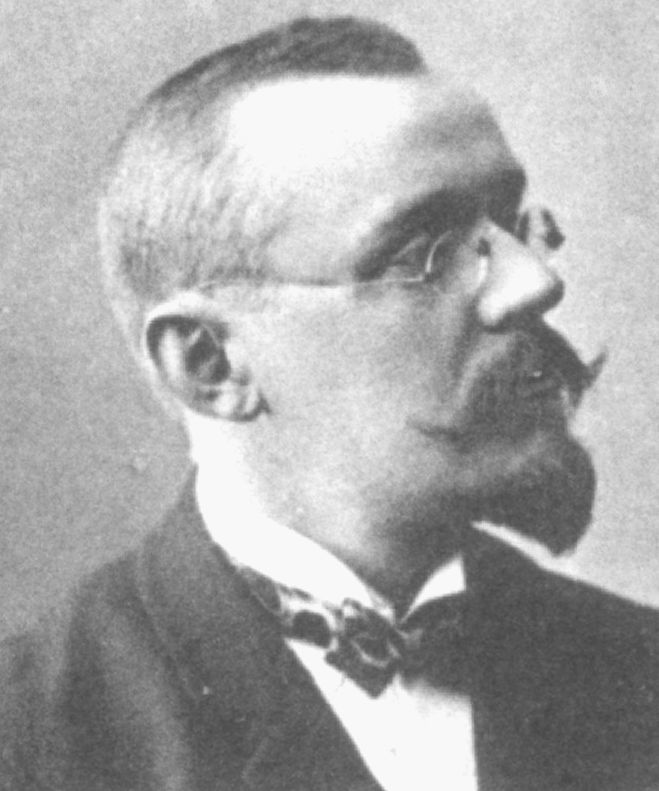
Georg Schwarz als Reichstagsabgeordneter 1912

Georg Schwarz (* 9. März 1873 in Abenberg; † 9. Dezember 1948 in Schweinfurt) war Arbeitersekretär, Zeitungsexpedient und Mitglied des Deutschen Reichstags.

## Leben
Schwarz besuchte sieben Jahre die Volksschule in Nürnberg, absolvierte zwei Semester die gewerblichen Fachkurse dortselbst, besuchte kaufmännische Unterrichtsabende in Nürnberg und den sozialen Kursus in München-Gladbach. Er lernte als Dekorationsmaler, musste als Gehilfe wegen Berufskrankheit das Geschäft dann aufgeben, trat in die Expedition eines Fachblattes ein und wirkte 15 Jahre dort als Expedient. Seit November 1905 war er Leiter des christlichen Arbeitersekretariats in Schweinfurt.  Ab 1919 war er auch Bezirkssekretär und später Zweiter Direktor im Unterfränkischen Christlichen Bauernverein in Schweinfurt.
Er gehörte von 1905 bis 1911 als Mitglied der Zentrumspartei der bayerischen Abgeordnetenkammer an. Von 1912 bis 1918 war er Mitglied des Deutschen Reichstags für den Wahlkreis Unterfranken 5 Schweinfurt, Haßfurt, Ebern und die Deutsche Zentrumspartei.
Von 1919 bis 1920 und von 1924 bis 1933 war er Mitglied des Bayerischen Landtags für die Bayerische Volkspartei.